# Bois et coteaux a l'ouest de Mortagne-au-Perche
Bois et coteaux a l'ouest de Mortagne-au-Perche este o arie protejată (sit de importanță comunitară — SCI) din Franța întinsă pe o suprafață de 36,37 ha, integral pe uscat.

## Localizare
Centrul sitului Bois et coteaux a l'ouest de Mortagne-au-Perche este situat la coordonatele 48°32′38″N 0°30′29″E / 48.54389°N 0.50817°E.

## Înființare
Situl Bois et coteaux a l'ouest de Mortagne-au-Perche a fost declarat arie specială de conservare în baza directivei 92/43 din 1992 referitoare la conservarea habitatelor naturale și a faunei și florei sălbatice pentru a proteja 3 specii de animale.

## Biodiversitate
Situată în ecoregiunea atlantică, aria protejată conține 4 habitate naturale: Păduri de fag Asperulo-Fagetum, Păduri aluvionare cu Alnus glutinosa și Fraxinus excelsior (Alno-Padion, Alnion incanae, Salicion albae), Liziere de ierburi înalte hidrofile de câmpie și de nivel montan până la alpin, Pajiști uscate seminaturale și facies de acoperire cu tufișuri pe substraturi calcaroase (Festuco-Brometalia) (* situri importante pentru orhidee).
La baza desemnării sitului se află mai multe specii protejate de  nevertebrate (3): fluturele auriu (Euphydryas aurinia), Euplagia quadripunctaria, rădașcă (Lucanus cervus).
Pe lângă speciile protejate, pe teritoriul sitului au mai fost identificate 18 specii de plante.